# Echinospongilla
Echinospongilla is een geslacht van sponsdieren uit de klasse van de Demospongiae (gewone sponzen).

## Soort
- Echinospongilla brichardi (Brien, 1974)